# Vaasankatu
La rue des Vaasa (finnois : Vaasankatu) est une rue du quartier Alppiharju à Helsinki  en Finlande.

## Présentation
Vaasankatu est une rue résidentielle et commerciale longue d'environ 500 mètres orientée est-ouest. 
Vaasankatu compte de nombreux restaurants, boutiques et bars.
Le nom de la rue vient de la dynastie Vaasa qui dirige la Suède depuis le XVIe siècle.
Vaasankatu part du parc Vaasanpuistikko (fi) de Sörnäinen et va à l'ouest jusqu'à Fleminginkatu. 
Vaasankatu peut être considérée comme le prolongement de Porvoonkatu, qui part du même carrefour de Fleminginkatu vers le nord-ouest et dévie de la direction de Vaasankatu d'environ 30 degrés.

## Rues croisées
- Kinaporinkatu
- Harjukatu
- Kustaankatu
- Fleminginkatu

## Transports
La station de métro Sörnäinen a une entrée dans le parc Vaasanpuistiko et la ligne 9 du tramway circule sur Fleminginkatu.

## Galerie

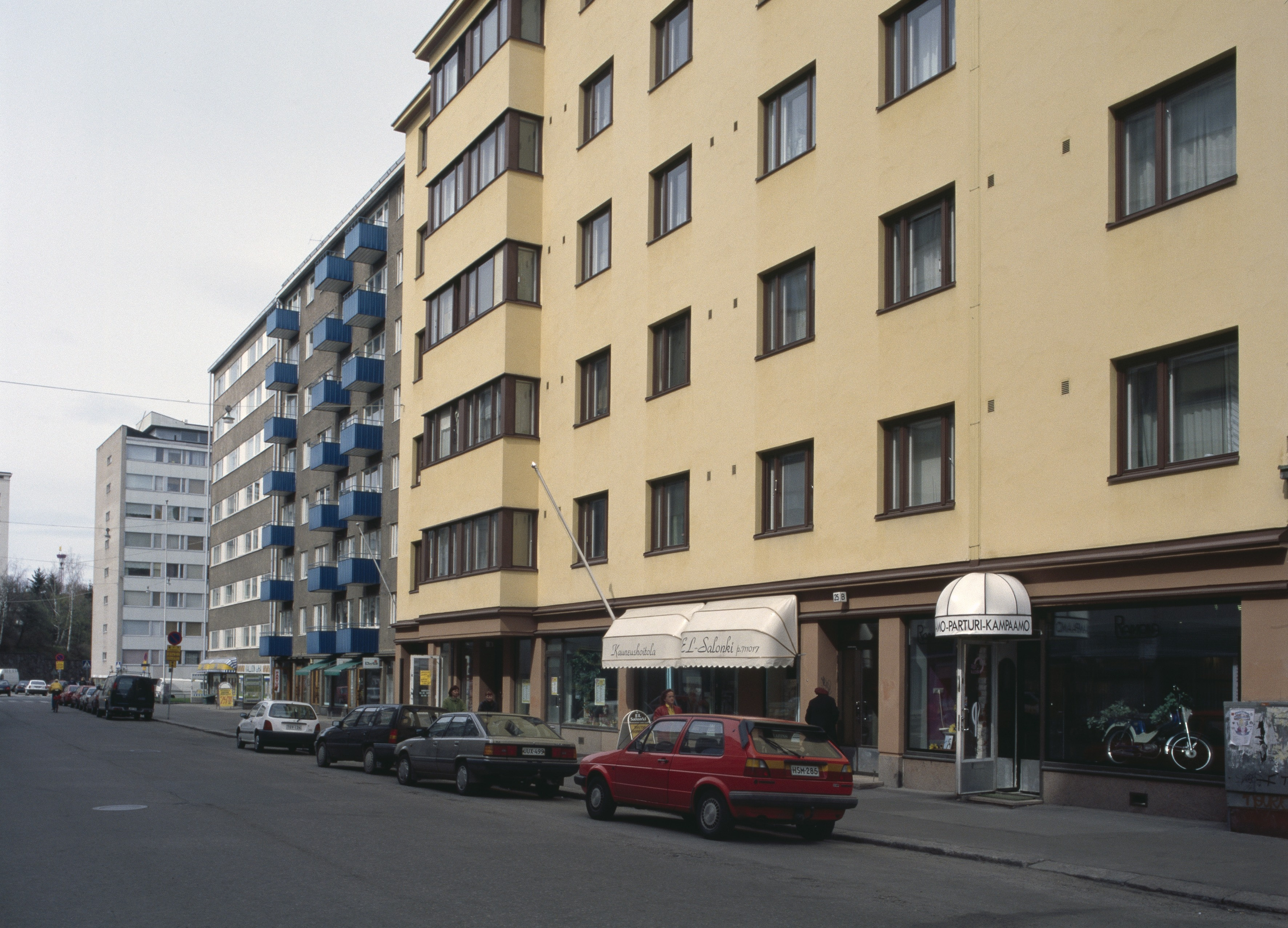
Vaasankatu 25, 27, 29.